# Theodor Storm (cyclisme)
Ne doit pas être confondu avec l'écrivain allemand Theodor Storm
Theodor Storm , né le 31 mars 2005 à Roskilde, est un coureur cycliste danois. Il court sur piste et sur route.

## Biographie

### Jeunesse et début de carrière
Theodor Storm commence le cyclisme à l'âge de 8 ans. Au cours des années passées au Hedehusene-Fløng Cykel Klub, il remporte plusieurs titres nationaux sur piste et sur route dans les catégories de jeunes. En décembre 2021, avec son coéquipier Conrad Haugsted, il se classe troisième du championnat du Danemark de course à l'américaine chez les seniors, alors qu'il n'a que 16 ans.
Après deux saisons passées au sein du club local du Roskilde Cykle Ring, Storm rejoint au début de la saison 2022 l'équipe NPV-Carl Ras Roskilde pour ses deux années juniors (17/18 ans). En juin 2022, lors du championnat du Danemark sur route juniors, il remporte une médaille d'argent après avoir été battu au sprint par son coéquipier Henrik Breiner Pedersen. Cela s'est produit cinq semaines seulement après que Storm se soit cassé le bras. Fin août, il est vice-champion du monde de poursuite juniors à Tel Aviv.
Un an après avoir couru sa première course junior sur piste cycliste, il fait ses débuts en février 2023 à 17 ans avec l'équipe nationale élite sur piste aux championnats d’Europe en Suisse. Il s'y classe quatrième de la poursuite par équipes, huitième de l'l'américaine et dixième de la poursuite individuelle. Sur route, il remporte le Circuit de Borsele et termine notamment troisième de Paris-Roubaix juniors, ainsi que cinquième  du championnat du monde sur route juniors après avoir aidé son coéquipier Albert Philipsen à remporter le titre. En décembre, il devient champion du Danemark de course à l'américaine avec Lasse Norman Leth.

### Carrière professionnelle
En 2024, il quitte la catégorie des juniors (moins de 19 ans). Avec son passage chez les espoirs (moins de 23 ans), Storm était initialement censé rouler pour l'équipe continentale danoise ColoQuick pendant un an au cours de la saison 2024. Néanmoins, en décembre 2023, il signe un contrat de trois avec l'équipe World Tour Ineos Grenadiers,,. En janvier 2024, il remporte avec Michael Mørkøv la médaille de bronze de la course à l'américaine aux championnats d'Europe sur piste.
Après les championnats d'Europe, Storm partage dans un message en mars 2024 avouant qu'il ne se sent pas bien après une compétition avec l'équipe nationale, mais qu'il est sur la voie de la guérison. En fin de compte, il ne participe à aucune course avec l'équipe Ineos Grenadiers pendant la saison sur route. En décembre, il révèle qu'il souffre du syndrome de Guillain-Barré et qu'il a passé plusieurs mois à l'hôpital. En 2025, il fait son retour avec l'équipe Lotto Kern-Haus PSD Bank, qui sert d'équipe de développement à Ineos Grenadiers.

## Palmarès sur piste

### Championnats du monde
| Édition / Épreuve       | Poursuite individuelle | Poursuite par équipes | Américaine |
| Tel Aviv 2022 (juniors) | Argent                 | 4e                    | 5e         |

### Championnats d'Europe
| Édition / Épreuve | Poursuite individuelle | Poursuite par équipes | Américaine |
| Granges 2023      | 10e                    | 4e                    | 8e         |
| Apeldoorn 2024    |                        |                       | Bronze     |

### Championnats du Danemark
- 2022
  -  Champion du Danemark de poursuite par équipes juniors
  -  Champion du Danemark de l'américaine juniors
- 2023
  -  Champion du Danemark de l'américaine

## Palmarès sur route
- 2021
  - Randers Bike Week juniors
- 2022
  - 2e étape secteur B d'Aubel-Thimister-Stavelot
  - 2e du championnat du Danemark sur route juniors
  - 3e du Grand Prix Rüebliland
  - 3e du championnat du Danemark du contre-la-montre par équipes juniors
- 2023
  - Circuit de Borsele
  - 2e étape secteur B du Grand Prix Rüebliland
  - 2e du Grand Prix Rüebliland
  - 2e du championnat du Danemark sur route juniors
  - 3e du championnat du Danemark du contre-la-montre juniors
  - 3e de Paris-Roubaix juniors
  - 5e du championnat du monde sur route juniors